# Прапор Компаніївського району
Пра́пор Компані́ївського райо́ну — офіційний символ Компаніївського району Кіровоградської області, затверджений 20 травня 2004 року  рішенням № 264 сесії Компаніївської районної ради.
Прямокутне полотнище із співвідношенням сторін 2:3 розділене блакитною перекинутою кроквою з білою облямівкою, що виходить із верхніх кутів і йде до нижнього краю полотнища, на верхню червону і нижню зелену частини. Ширина крокви становить 1/10, а ширина облямівки — 1/60 ширини прапора.
Комп'ютерна графіка — К. М. Богатов.